# David Gulpilil
David Gulpilil Ridjimiraril Dalaithngu (ur. 1 lipca 1953 w Maningrida, Ziemia Arnhema, Terytorium Północne, Australia, zm. 29 listopada 2021 w Murray Bridge) – australijski aktor, malarz, pisarz i tancerz; Aborygen.

## Życiorys
Dzieciństwo spędził w buszu. Potem uczęszczał do szkoły misyjnej w Maningrida. Jego umiejętności jako tancerza ceremonialnego zauważył reżyser Nicolas Roeg i zatrudnił go do filmu Walkabout. Film przyniósł sławę 15-letniemu Davidowi, młody Aborygen podróżował po całym świecie i spotykał się ze sławnymi osobistościami. Rozpoczął także jego, trwającą do śmierci, karierę aktorską. Gulpilil był znanym propagatorem kultury aborygeńskiej. Nie zapominał także o swoich korzeniach - w swych wystąpieniach i książkach piętnował rasizm, jakiego doświadczają rdzenni mieszkańcy Australii.
Portret Davida, pędzla Craiga Ruddy otrzymał w 2004 Archibald Prize, najbardziej znaną australijską nagrodę w dziedzinie sztuki.
W 2019 zrezygnował z aktorstwa ze względu na raka płuc.

## Filmografia

### Filmy
- 1971: Walkabout jako czarny chłopak
- 1976: Szalony pies Morgan (Mad Dog Morgan) jako Billy
- 1976: Chłopiec z burzy (Storm Boy) jako Fingerbone Bill
- 1977: Ostatnia fala (The Last Wave) jako Chris Lee
- 1983: Pierwszy krok w kosmos (The Right Stuff) jako Aborygen
- 1986: Krokodyl Dundee (Crocodile Dundee) jako Neville Bell
- 1987: Dark Age jako Adjaral
- 1991: Aż na koniec świata (Bis ans Ende der Welt) jako David
- 1996: Martwe serce (Dead Heart) jako drugi człowiek na pustyni
- 2002: The Tracker jako naganiacz zwierza
- 2002: Polowanie na króliki (Rabbit-Proof Fence) jako Moodoo
- 2005: Propozycja (The Proposition) jako Jacko
- 2006: Dziesięć czółen (Ten Canoes) jako Anegdociarz
- 2008: Australia jako Król Jerzy
- 2012: Chłopiec i gwiazdy (Satellite Boy) jako Jagamarra
- 2013: Kraina Charliego (Charlie’s Country) jako Charlie
- 2016: Goldstone jako Jimmy
- 2017: Ładunek (Cargo) jako Daku
- 2019: Chłopiec z burzy (Storm Boy) jako ojciec Billa Fingerbone

### Seriale TV
- 1995: Klan McGregorów jako Manulpuy
- 2000: Władca zwierząt jako szaman
- 2017: Pozostawieni jako Christopher Sunday